# Gennes (Maine-et-Loire)
Gennes ist eine Ortschaft und eine Commune déléguée in der französischen Gemeinde Gennes-Val-de-Loire mit 2.353 Einwohnern (Stand 1. Januar 2022) im Département Maine-et-Loire in der Region Pays de la Loire. 
Mit Wirkung vom 1. Januar 2016 wurden die Gemeinden Chênehutte-Trèves-Cunault, Gennes, Grézillé, Saint-Georges-des-Sept-Voies und Le Thoureil zu einer Commune nouvelle mit dem Namen Gennes-Val-de-Loire zusammengelegt. Die Gemeinde Gennes gehörte zum Arrondissement Saumur und zum Kanton Doué-la-Fontaine.

## Geografie
Der Ort liegt am Fluss Loire und im Regionalen Naturparks Loire-Anjou-Touraine.

## Sehenswürdigkeiten
- Kirche Saint Eusèbe auf einer Anhöhe über dem Ort (12. Jahrhundert); Glockenturm des 13. Jahrhunderts
- Kirche Saint Vétérin (12. Jahrhundert)
- Loire-Brücke, eine Hängebrücke, errichtet 1948
- die Dolmen Pierre Couverte d’Avort, der Dolmen de la Forêt, der Dolmen de la Pierre Folle, der Dolmen de la Pagerie und zwei Menhire
- gallo-römische Reste, u. a. ein Amphitheater
- Häuser des 15. und 16. Jahrhunderts
- Schloss von Milly-le-Meugon
- Öffentlicher Waschplatz (Lavoir) aus dem 16. Jahrhundert

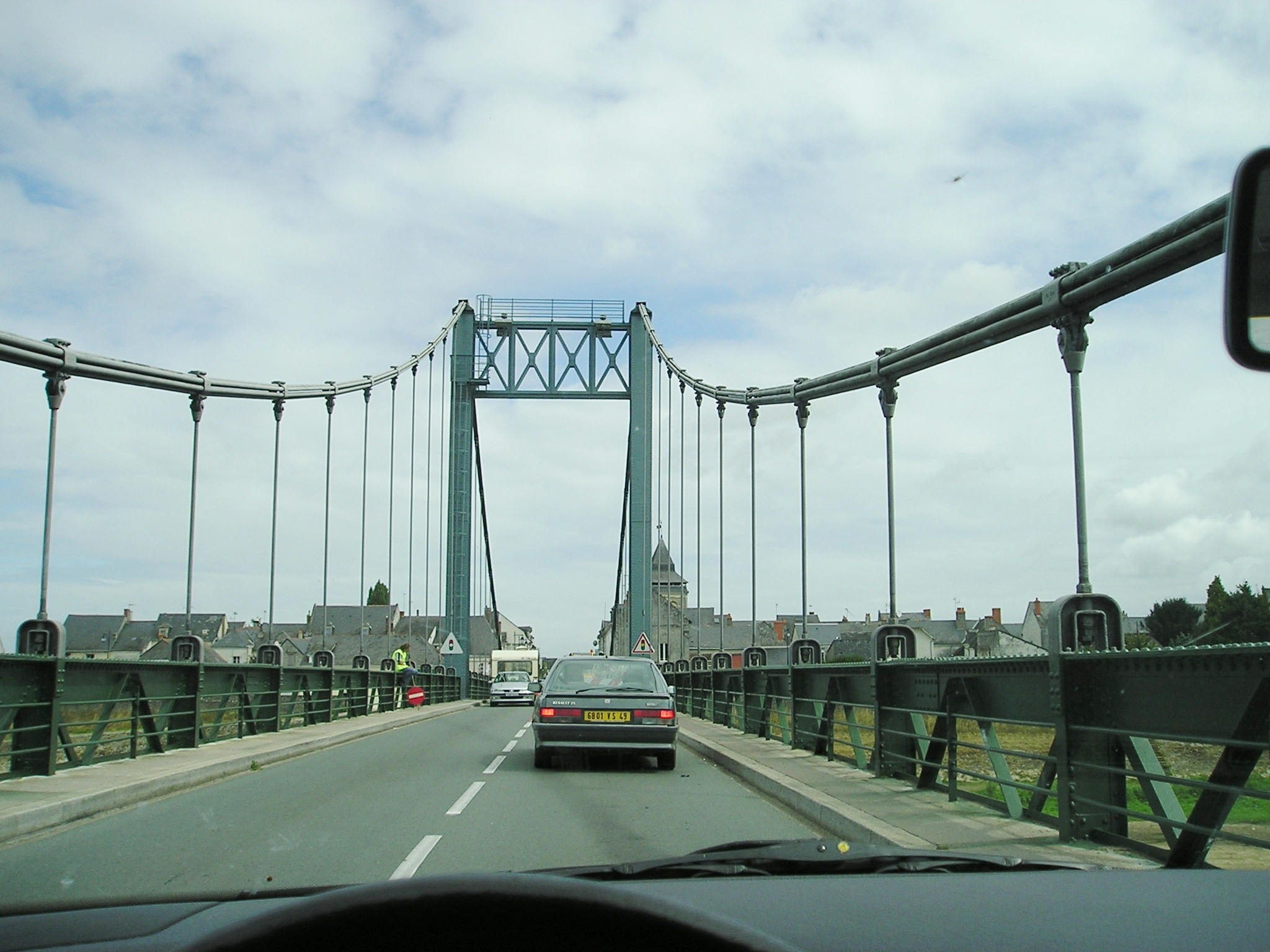
Hängebrücke von Gennes
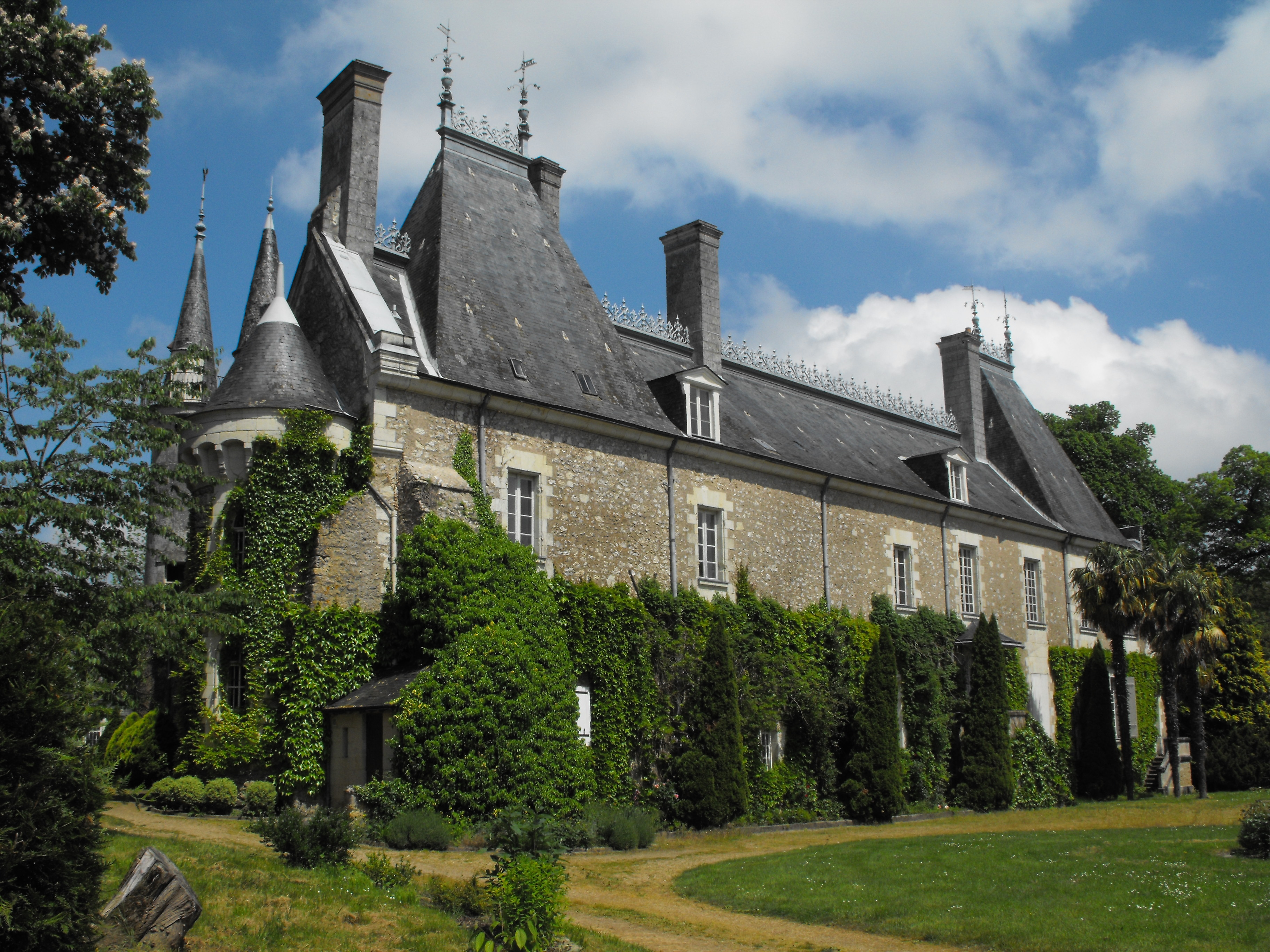
Schloss von Milly-le-Meugon
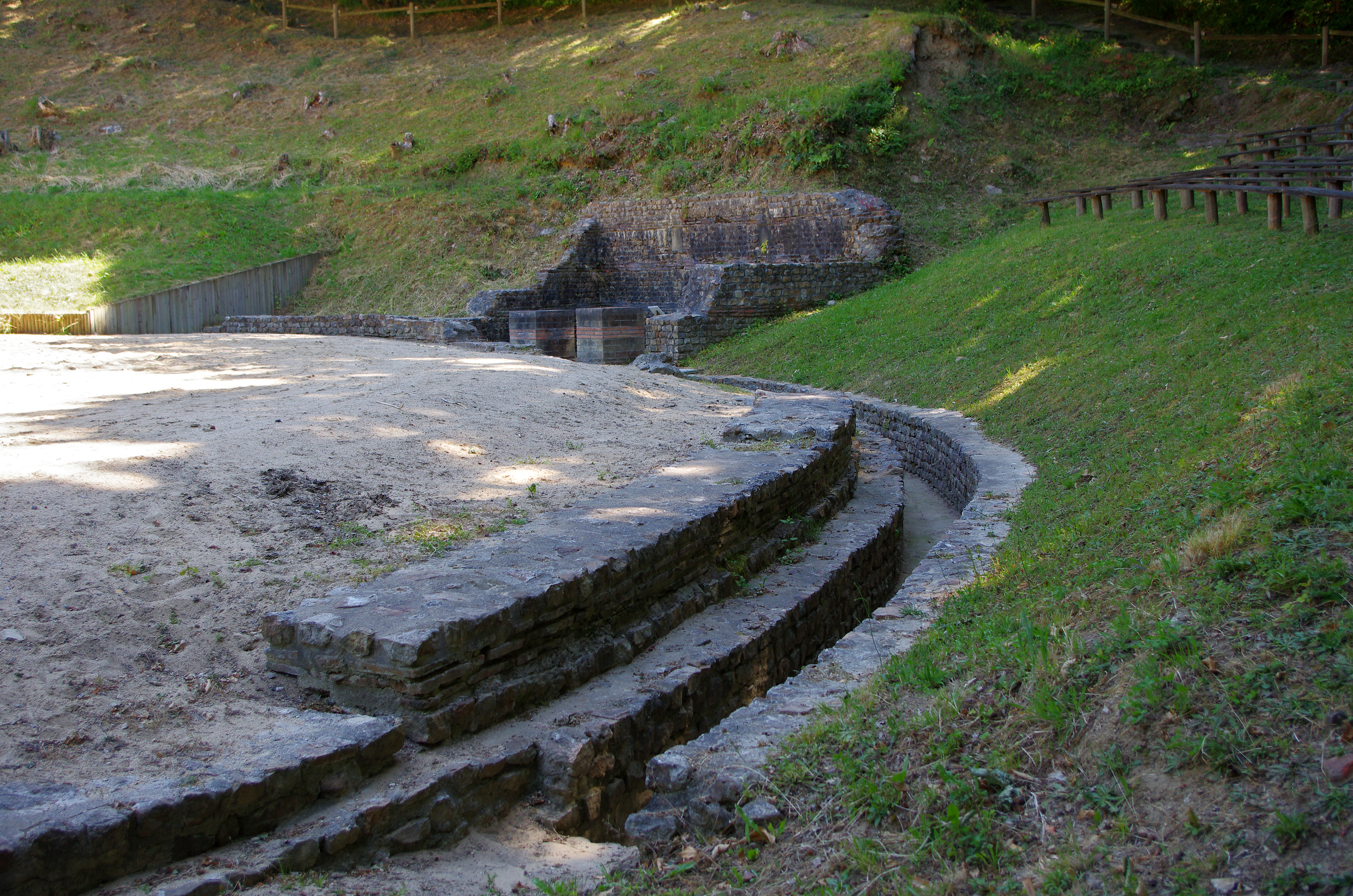
Euripe, gallo-römisches Amphitheater
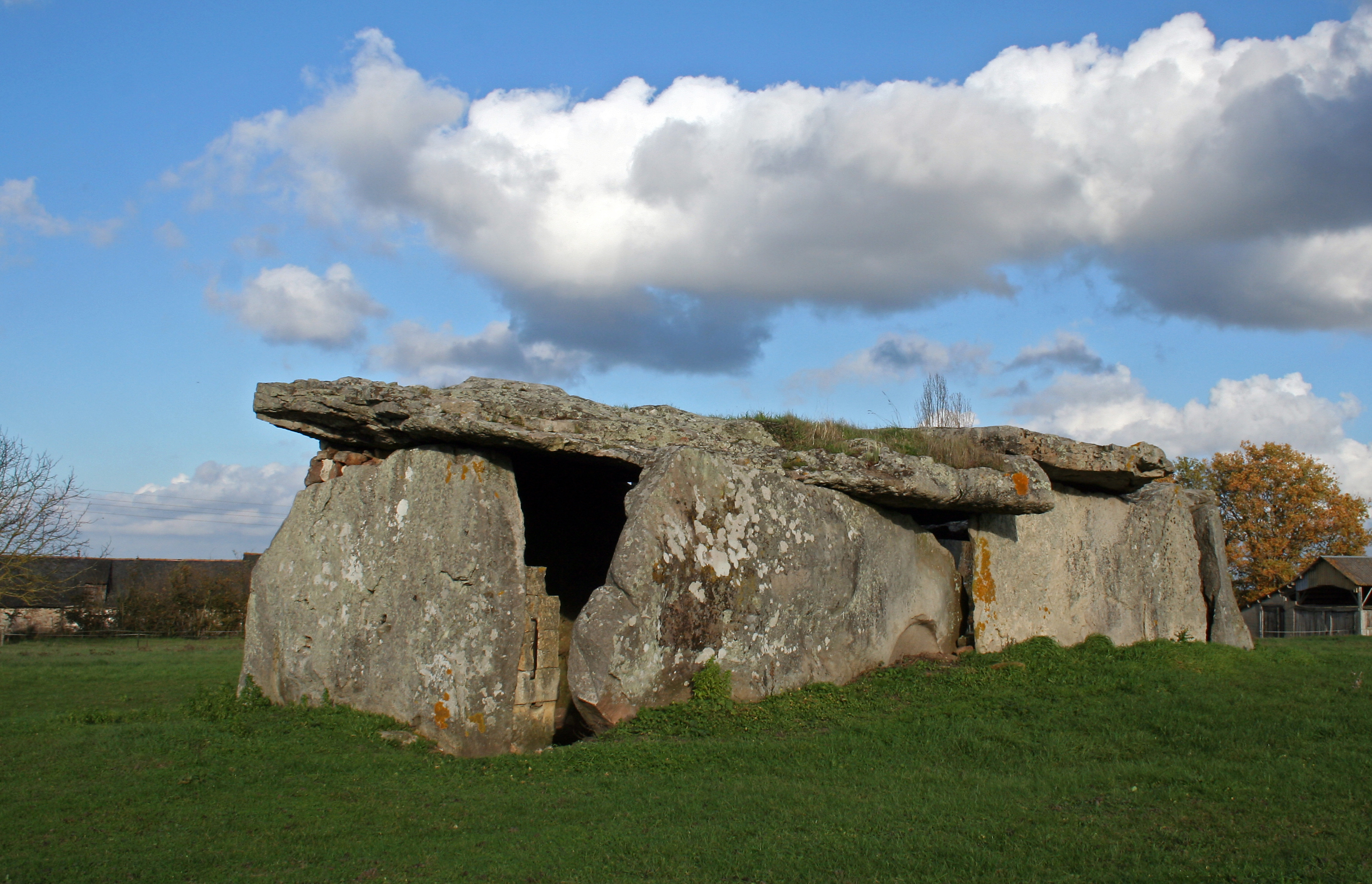
Dolmen de la Pierre Folle in der Nähe des Ortes
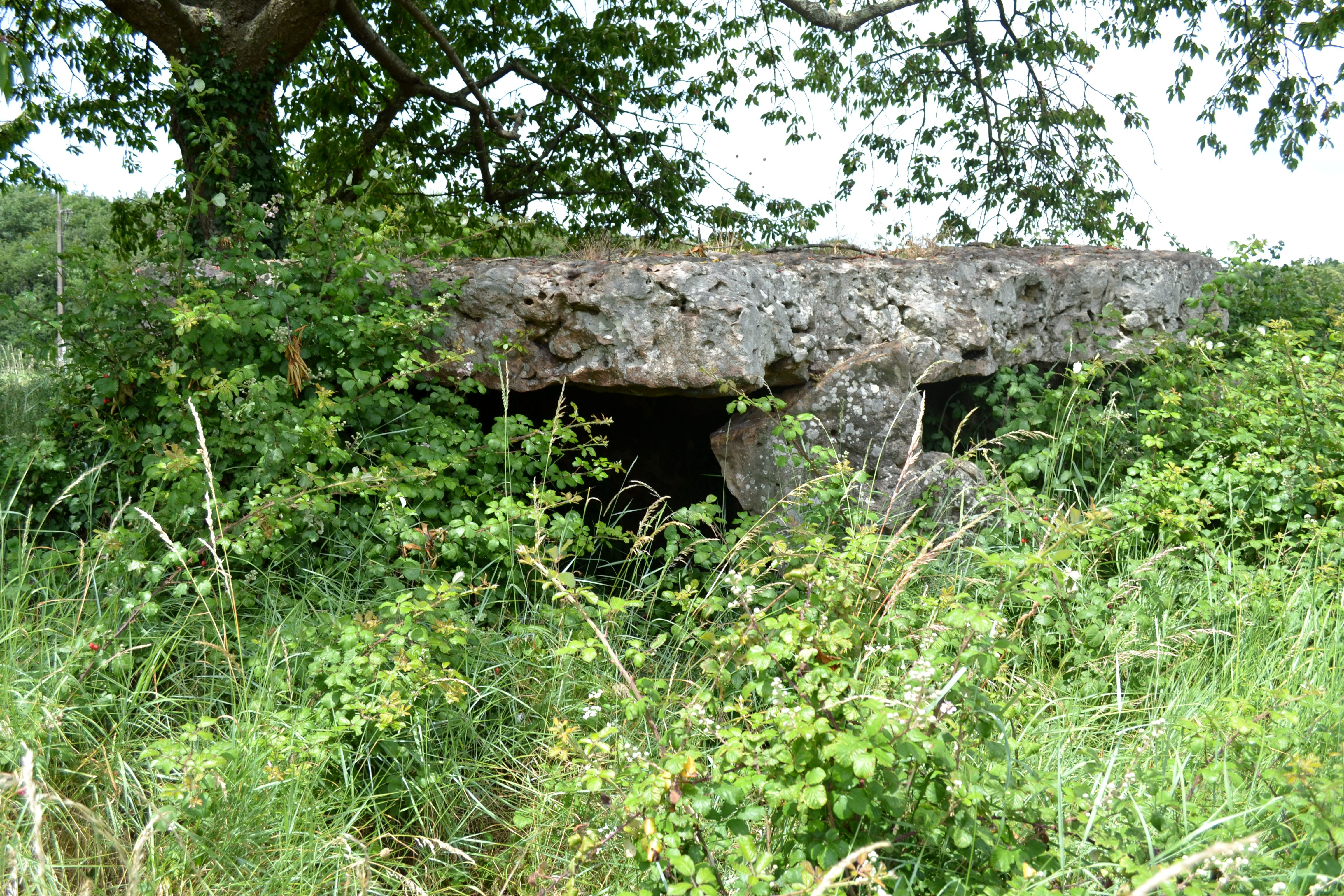
Pierre couverte d’Avort
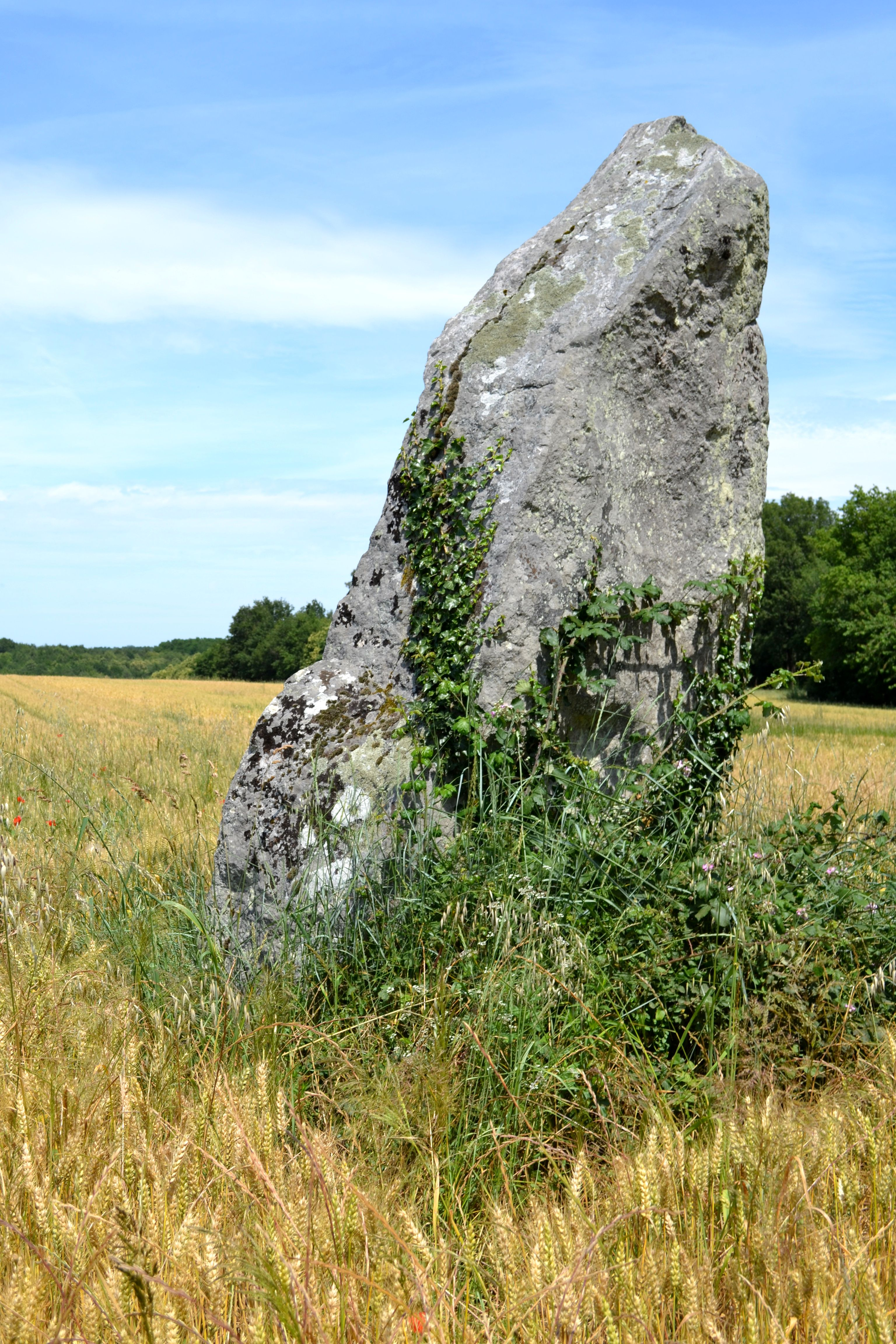
Pierre Longue du Bouchet